# Sociale fotografie

Werkloze man bij een leegstaande winkel. Foto: Dorothea Lange

Sociale fotografie is een vorm van fotograferen waarin de mens en zijn sociale positie centraal staat. Vaak – maar zeker niet altijd – geeft het de wat minder mooie dingen uit het leven of dagelijks leven weer.
Sociale fotografie kwam op in de periode 1900-1940: fotografie werd een reactie op de samenleving en de fotojournalistiek ontstond. Politici gingen foto's als verslag- en bewijsmateriaal gebruiken voor sociale wantoestanden.
Kenmerken van sociale fotografie zijn engagement/sterke betrokkenheid, sociale bewogenheid, documentatie van sociale misstanden. Soms heeft sociale fotografie een politiek belang of een maatschappelijke, historische waarde.
Het Studium generale van de Rijksuniversiteit Groningen heeft in 1982 het boek Sociale Fotografie samengesteld, door en over de fotografen van het Groningse Fotocollectief. De man achter dit collectief, Ton Broekhuis, is van mening dat sociale fotografie wordt gekenmerkt door het feit dat de fotografen lange tijd samen met de doelgroep optrekken. Zij houden contact, zijn in dialoog met wie ze fotograferen, en stellen hun fotografie gratis beschikbaar aan actiegroepen. Bijvoorbeeld de Wakker Dier fotografen werkten lange tijd samen met de actiegroep.
De sfeer die op de foto tot uiting wordt gebracht, gaat over zaken die de mens bezighouden, gebeurtenissen en omstandigheden die een zekere emotie teweegbrengen. Sociale fotografie is daarom geen straatfotografie of ogenbliksfotografie an sich en de scènes kunnen evengoed binnenshuis, op het platteland of waar dan ook met de camera vastgelegd worden. Zij heeft daarom eerder een documentair karakter.
Typisch wordt vaak de wat minder rooskleurige kant van de maatschappij belicht. Somber en observerend, eenzaamheid en leegte, eenvoud dan wel saaiheid kunnen tot uitdrukking worden gebracht. Dikwijls in zwart-wit, maar ook wel in kleur. Toch kan sociale fotografie evengoed blijdschap of verwondering tonen.

## Bekende sociaal fotografen
| Nederland - Emmy Andriesse - Eva Besnyö - Piet den Blanken - Carel Blazer - Pieter Boersma - Hans van den Boogaard - Marjan Borsjes - Charles Breijer - Erik van Cuyk - Ad van Denderen - Willem Diepraam - Ed van der Elsken - Frits Gerritsen - Cor Jaring - Henk Jonker - Marius Meijboom - Cas Oorthuys - Sem Presser - Han Singels - Eddy Wessels - Koen Wessing - Ad Windig - Bram Wisman | België - Lieve Blancquaert Duitsland - Erich Salomon - August Sander Frankrijk - Eugène Atget - Brassaï Verenigde Staten - Margaret Bourke-White - Edward Curtis - Walker Evans - Lewis Hine - Dorothea Lange - Jacob Riis - Weegee |
| | |

## Fotogalerij

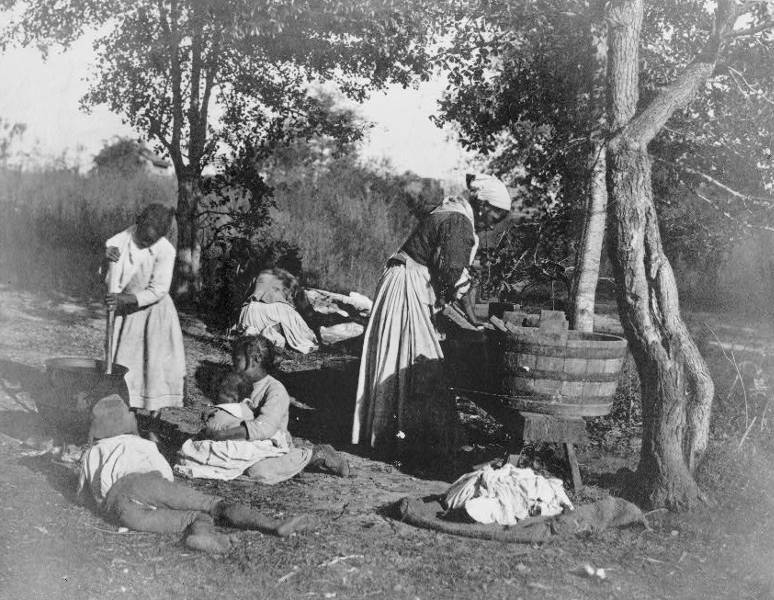
Wasdag op een plantage Foto: Rudolf Eickemeyer jr.
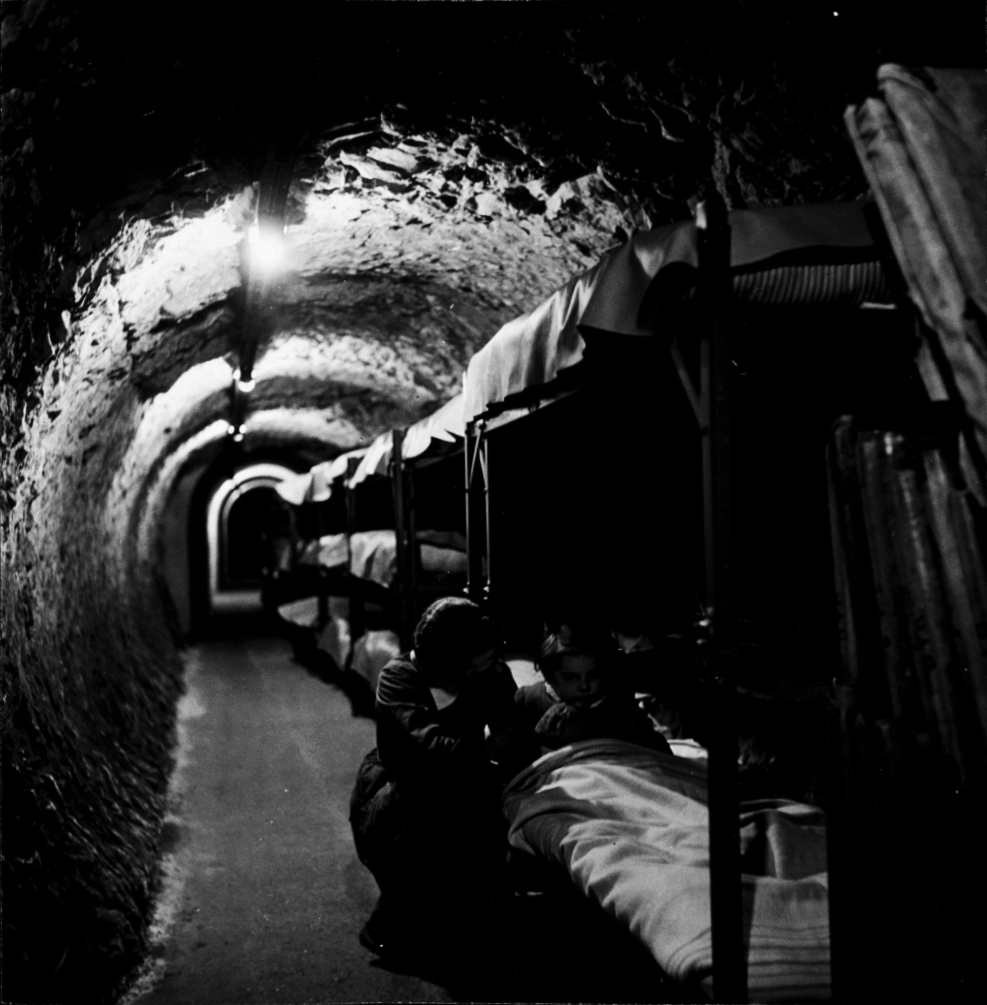
Schuilkelder Foto: Toni Frissell
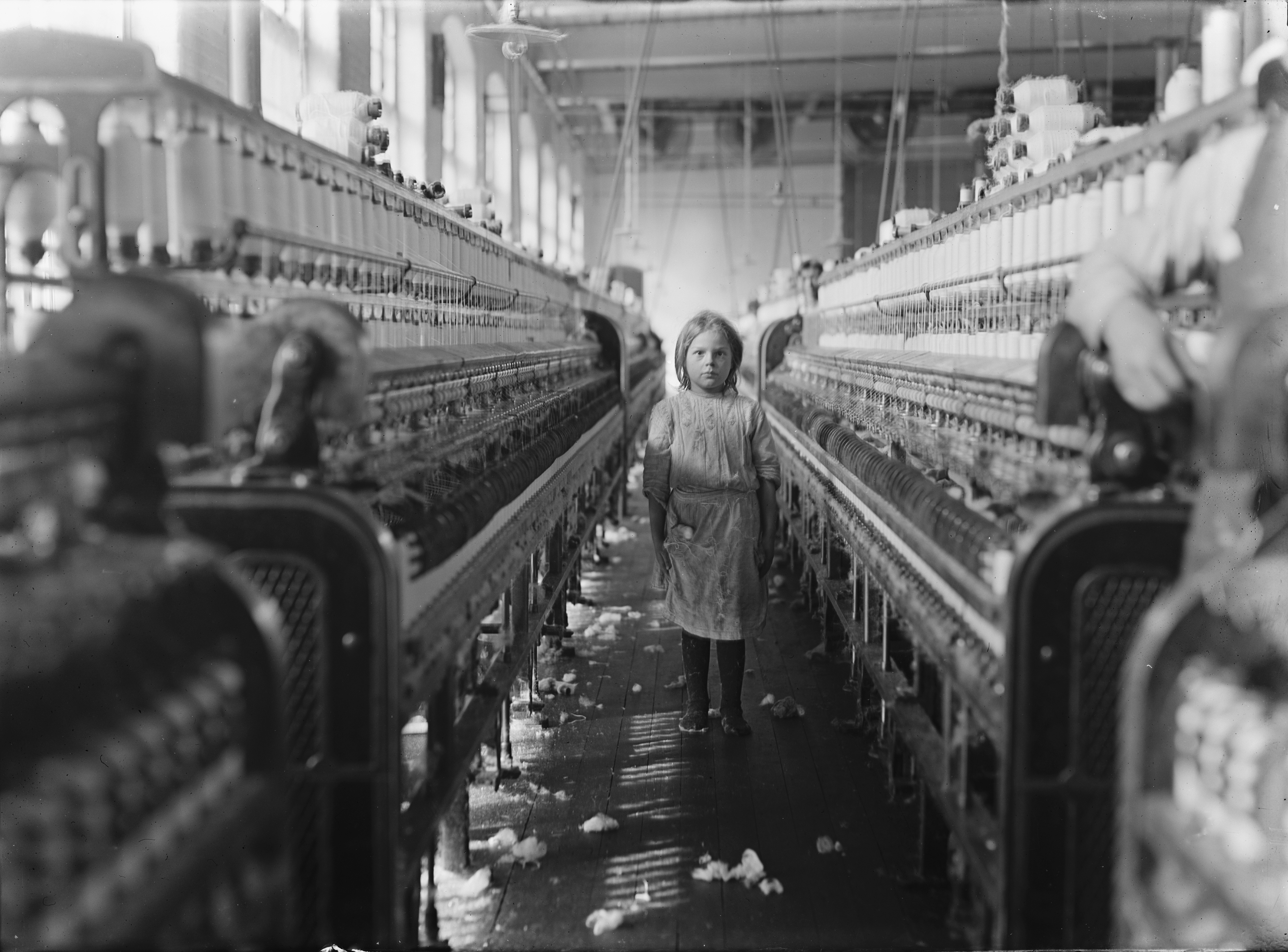
Kind in een spinnerij Foto: Lewis Hine
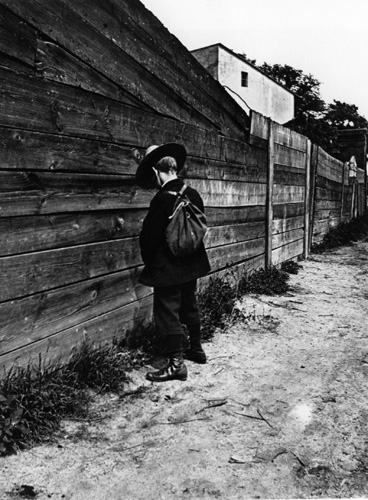
Plassen Foto: Heinrich Zille
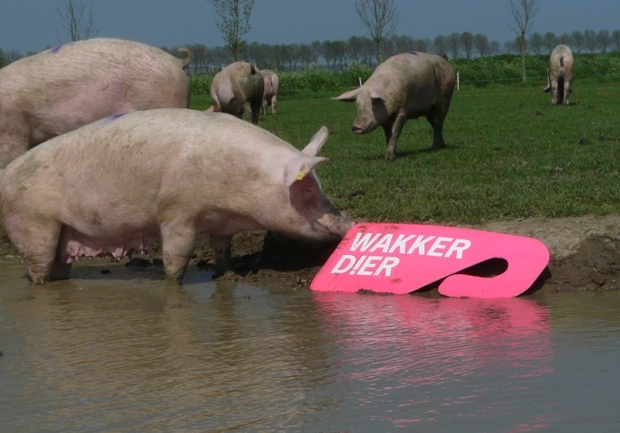
Mooiste modderpoel van 2009 Foto: Wakker Dier